# Mamatsev
Mamatsev (del ruso: Мамацев) es un jútor del raión de Shovguénovski en la república de Adiguesia de Rusia. Está situado a orillas del río Giagá, afluente por la izquierda del río Labá, de la cuenca del río Kubán, 21 km al suroeste de Jakurinojabl y a 38 km al noroeste de Maikop, la capital de la república. Tenía 250 habitantes en 2010.
Pertenece al municipio Dukmasovskoye.